# Tasata unipunctata
Tasata unipunctata är en spindelart som först beskrevs av Simon 1897.  Tasata unipunctata ingår i släktet Tasata och familjen spökspindlar. Inga underarter finns listade i Catalogue of Life.